# John Lukic
Jovan „John“ Lukic (* 11. Dezember 1960 in Chesterfield, England) ist ein ehemaliger englischer Fußballtorhüter. Er war in seiner Spielerlaufbahn für die englischen Vereine Leeds United und FC Arsenal aktiv.

## Spielerkarriere
Der in Chesterfield als Sohn jugoslawischer Eltern geborene John Lukic debütierte 1979 bei Leeds United in der ersten englischen Liga. Nachdem seine Mannschaft in der Football League First Division 1981/82 in die zweite Liga abgestiegen war, verbrachte er die Saison 1982/83 in der Second Division. Leeds konnte den direkten Wiederaufstieg nicht realisieren, woraufhin Lukic zur kommenden Spielzeit zum Erstligisten FC Arsenal wechselte.
Arsenal beendete die First Division 1983/84 auf dem sechsten Rang und konnte sich auch in den kommenden beiden Jahren im oberen Drittel der Tabelle behaupten. Vor Beginn der Saison 1986/87 übernahm George Graham das Traineramt bei Arsenal. Mit ihm sollte der Verein in den kommenden Jahren einige Erfolge feiern. Höhepunkt war der Gewinn der ersten englischen Meisterschaft seit 18 Jahren in der Football League First Division 1988/89. Arsenal beendete die Saison punktgleich mit dem Zweiten FC Liverpool und sicherte sich den Titel erst am letzten Spieltag durch einen 2:0-Erfolg in Anfield. Nachdem George Graham David Seaman verpflichtet hatte, kehrte Lukic 1990 zu Leeds United zurück.
Auch Leeds verfügte zu dieser Zeit über eine schlagkräftige Mannschaft und gewann in der First Division 1991/92 den ersten Meistertitel seit 1974. Gemeinsam mit Mitspielern wie Gordon Strachan, Chris Fairclough, Gary McAllister und Gary Speed nahm Lukic an der neu geschaffenen UEFA Champions League 1992/93 teil, scheiterte dort jedoch nach einem Erstrundenerfolg über den VfB Stuttgart in der zweiten Runde an den Glasgow Rangers. Als Meister belegte Leeds in der ebenfalls neu gegründeten Premier League 1992/93 nur einen enttäuschenden 17. Tabellenplatz. Durch einen fünften Rang in der Premier League 1994/95 qualifizierte sich United für den UEFA-Pokal 1995/96, dort scheiterte das Team in der zweiten Runde deutlich an der PSV Eindhoven. 1996 kehrte John Lukic zum FC Arsenal zurück, nachdem Nigel Martyn als neuer Stammtorhüter verpflichtet worden war.
Der mittlerweile 35-jährige Lukic verbrachte die folgenden vier Jahre als Ersatztorhüter hinter David Seaman. Höhepunkt war die Saison 1997/98, als Arsenal die Meisterschaft vor Serienmeister Manchester United gewann und zudem durch ein 2:0 gegen Newcastle United den Titel im FA Cup errang. Trainiert wurde die auch in den folgenden zwei Jahren sehr erfolgreiche Mannschaft von Arsène Wenger. 2001 beendete John Lukic im Alter von 40 Jahren seine Spielerkarriere, nachdem er zuvor noch als Ersatztorhüter am Finale des UEFA-Pokal 1999/2000 teilgenommen hatte. Arsenal verlor das Finale im Elfmeterschießen gegen Galatasaray Istanbul.

## Titel
- League-Cup-Sieger: 1987 (mit Arsenal 2:1 gegen den FC Liverpool)
- League-Cup-Finalist: 1988 (mit Arsenal 2:3 gegen Luton Town)
- Englischer Meister: 1989 (Mit dem FC Arsenal)
- Englischer Meister: 1992 (mit Leeds United)
- Englischer Meister: 1998 (mit dem FC Arsenal)
- FA-Cup-Sieger: 1998 (mit Arsenal 2:0 über Newcastle United)
- UEFA-Pokal-Finalist: 2000 (mit Arsenal 1:4 n. E. gegen Galatasaray)